# Старый город Алеппо
Старый город Алеппо — исторический центр города Алеппо в Сирии. Многие районы не изменились со времён их постройки в XII—XVI веках. Из-за постоянных войн и вооружённых конфликтов здания и узкие переулки были построены так, что их легко было защищать. Каждый район имел свой специфический этнический и религиозный состав.
Площадь Старого города составляет около 3,5 км2. В нём живёт около 120 тысяч человек.
Старый город Алеппо стал объектом всемирного наследия ЮНЕСКО в 1986 году.